# ألبرت كسلرنغ
ألبرت كسلرنغ (بالألمانية: Albert Kesselring) قائد عسكري ألماني (30 نوفمبر 1885-16 يوليو 1960) من أبرز قادة الحرب العالمية الثانية
قاد أساطيل جوية أثناء غزو بولندا 1939، وفرنسا 1940، وأثناء معركة بريطانيا 1940،و أثناء غزو الاتحاد السوفيتي، فيما عرف عملية بارباروسا 1941.
في نهاية عام 1940 عين قائداً للجبهة الجنوبية (إيطاليا وشمال أفريقيا) لغرض مساعدة قوات إرفين رومل في شمال أفريقيا.
في عام 1944 تولى الدفاع عن إيطاليا ضد غزو الحلفاء، ونجح في صدهم لوقت طويل خصوصاً في معركة مونتي كاسينو. وفي مارس 1945 تم نقله إلى الجبهة الغربية خلفاً للقائد غيرد فون رونتشتيت في مهمة يائسة لإيقاف زحف قوات الحلفاء المتجهة إلى ألمانيا.
توفي في بات ناوهايم في ألمانيا الغربية عام 1960.

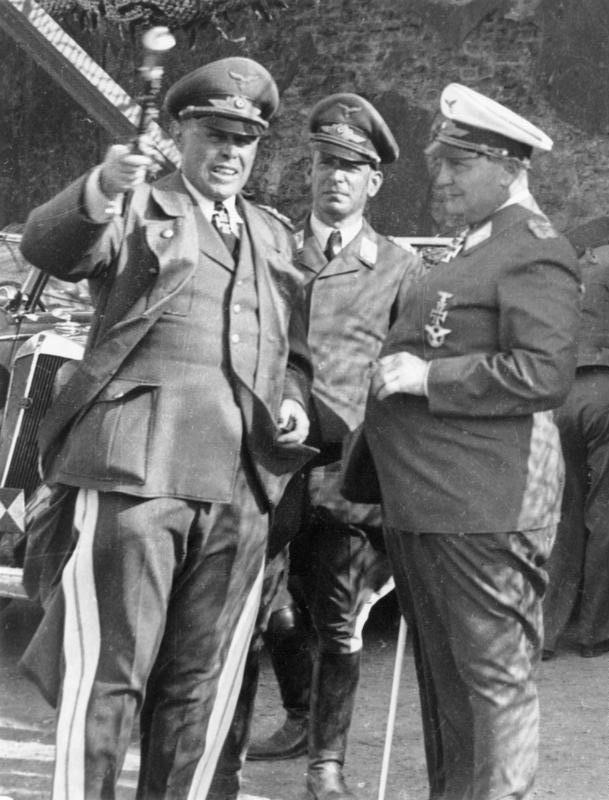
مع المارشال غورينج

## روابط خارجية
- ألبرت كسلرنغ على موقع الموسوعة البريطانية (الإنجليزية)
- ألبرت كسلرنغ على موقع مونزينجر (الألمانية)